# シュコダ27Tr
シュコダ27Tr（Škoda 27Tr）は、チェコのシュコダ・エレクトリックが展開するトロリーバス車両。車体の製造はポーランドのソラリスが手掛けており、シュコダ27Tr ソラリス（Škoda 27Tr Solaris）と呼ばれる事もある。

## 概要
シュコダグループの企業であるシュコダ・エレクトリックは2000年代以降、バスやトロリーバスの製造を手掛ける国内外の企業と契約をび、それらの企業が手掛ける車体を用いた新型トロリーバス車両の生産を実施している。2009年に試作車が公開されたシュコダ27Trもその1つで、ポーランドの車両メーカーであるソラリスが展開するトロリーノ18（Trollino 18）と同型の車体を有している。
全長18 m級の大型連節バスで、前後車体に2箇所づつ乗降扉が存在する。そのうち前方車体の連節面付近の乗降扉下部には収納式のスロープが搭載され、車椅子での乗降の容易さが図られている。また、車内は全体が低床構造となっており、前方車体には車椅子やベビーカー用のフリースペースが備わっている。
主電動機はシュコダ・エレクトリックが製造した誘導電動機を搭載しており、VVVFインバータ制御装置（IGBT素子）と合わせてメンテナンスの簡素化や電力消費量の削減が図られている。また、顧客の要望に応じて非電化区間でも走行が出来るようディーゼル発電機や充電池の搭載も可能である。

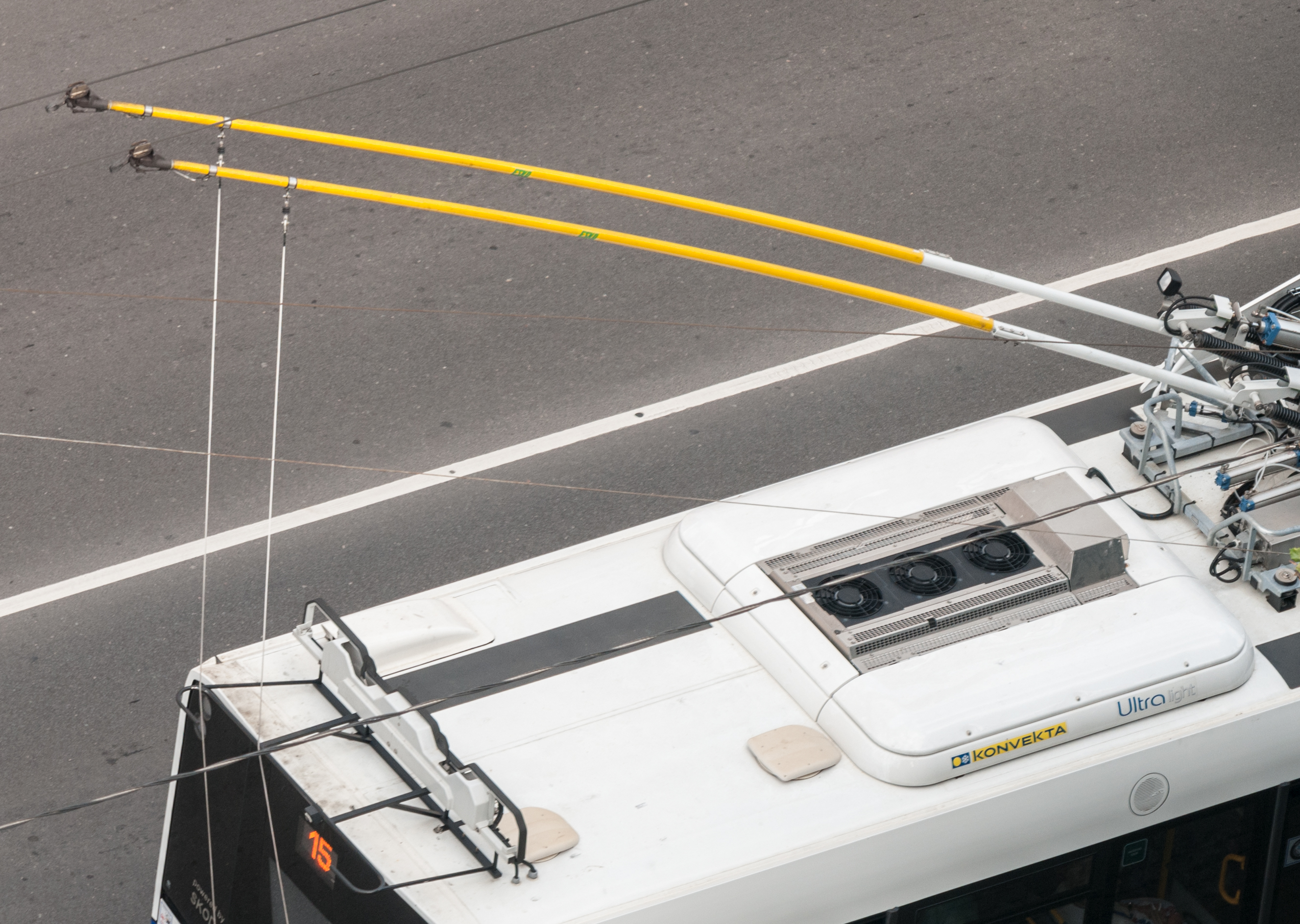
集電装置（リガ）
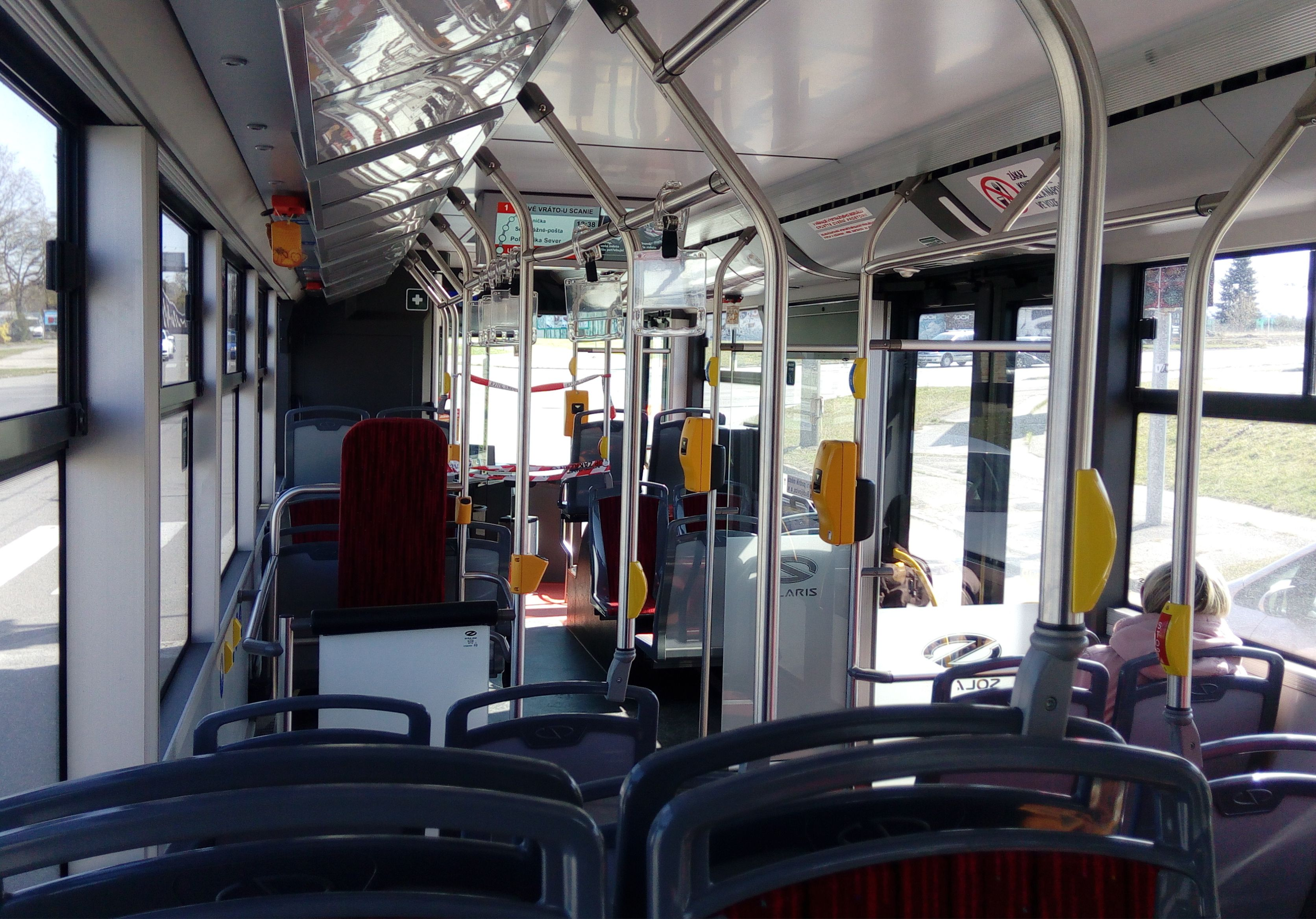
車内（チェスケー・ブジェヨヴィツェ）

## 導入都市
| シュコダ27Tr 導入都市一覧 | シュコダ27Tr 導入都市一覧                                                 | シュコダ27Tr 導入都市一覧 | シュコダ27Tr 導入都市一覧    |
| 導入国                    | 都市                                                                      | 導入車両数                | 備考                         |
| ------------------------- | ------------------------------------------------------------------------- | ------------------------- | ---------------------------- |
| ブルガリア                | ソフィア (ソフィア・トロリーバス)                                         | 80両                      |                              |
| チェコ                    | プルゼニ (プルゼニ・トロリーバス)                                         | 24両                      | 2023年以降最大20両を増備予定 |
| チェコ                    | ウースチー・ナド・ラベム (ウースチー・ナド・ラベム・トロリーバス)         | 19両                      |                              |
| チェコ                    | チェスケー・ブジェヨヴィツェ (チェスケー・ブジェヨヴィツェ・トロリーバス) | 19両                      |                              |
| チェコ                    | オストラヴァ (オストラヴァ・トロリーバス)                                 | 11両                      |                              |
| チェコ                    | ズリーン オトロコヴィツェ (ズリーン/オトロコヴィツェ・トロリーバス)       | 11両                      |                              |
| チェコ                    | ホムトフ イルコフ (ホムトフ/イルコフ・トロリーバス)                       | 10両                      |                              |
| チェコ                    | ブルノ (ブルノ・トロリーバス)                                             | 5両                       | 2023年以降40両を増備予定     |
| スロバキア                | ブラチスラヴァ (ブラチスラヴァ・トロリーバス)                             | 23両                      | [ 11 ]                       |
| スロバキア                | ジリナ (ジリナ・トロリーバス)                                             | 18両                      |                              |
| スロバキア                | プレショフ (プレショフ・トロリーバス)                                     | 6両                       | [ 12 ]                       |
| ラトビア                  | リガ (リガ・トロリーバス)                                                 | 50両                      |                              |

## ギャラリー

### チェコ

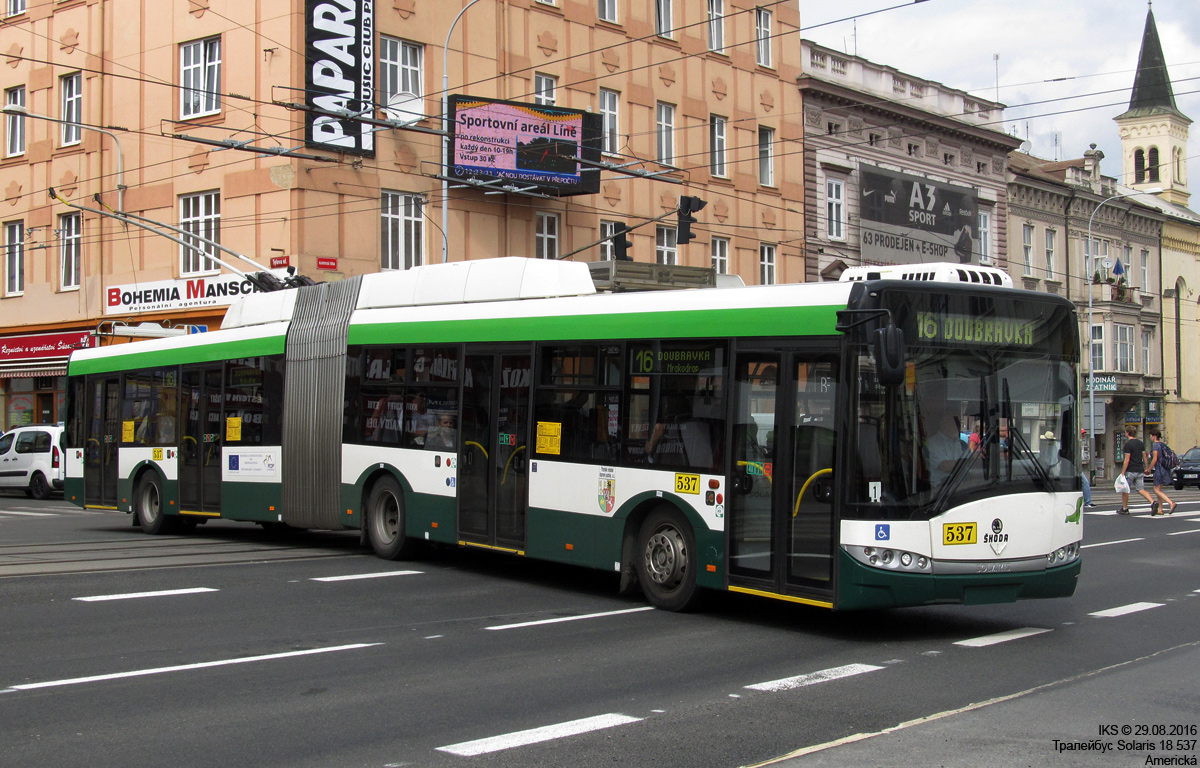
プルゼニ （2016年撮影）
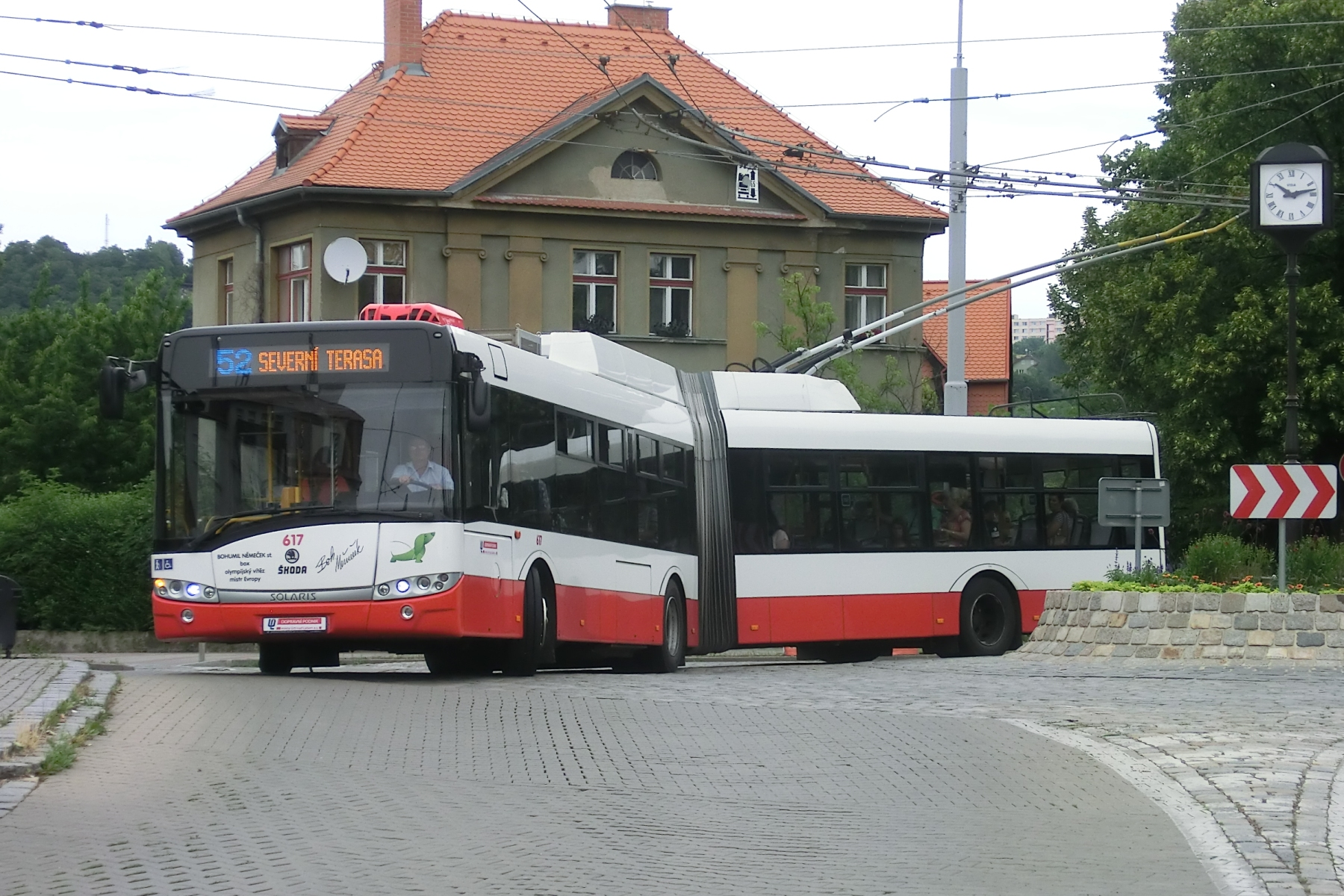
ウースチー・ナド・ラベム （2017年撮影）
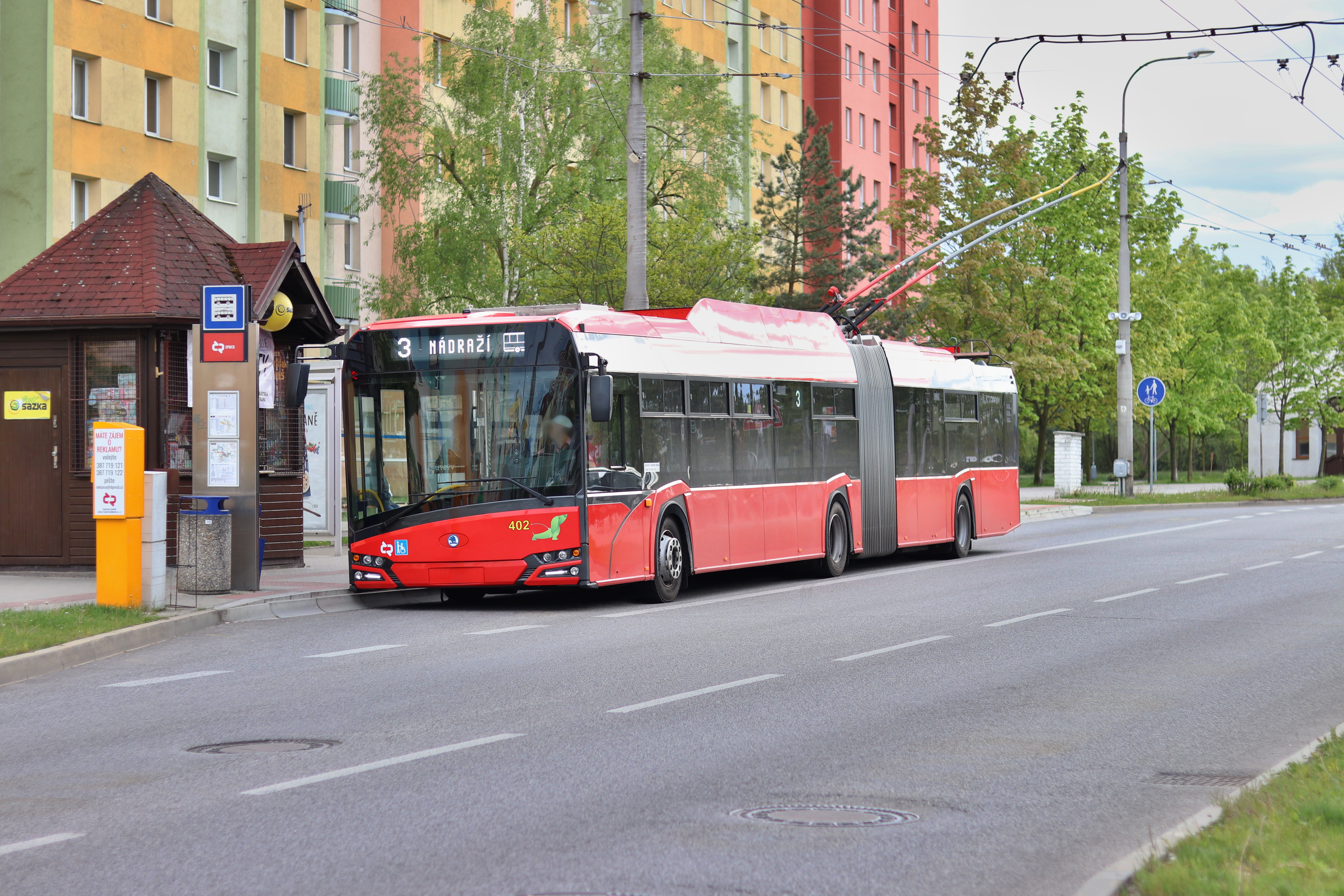
チェスケー・ブジェヨヴィツェ （2019年撮影）
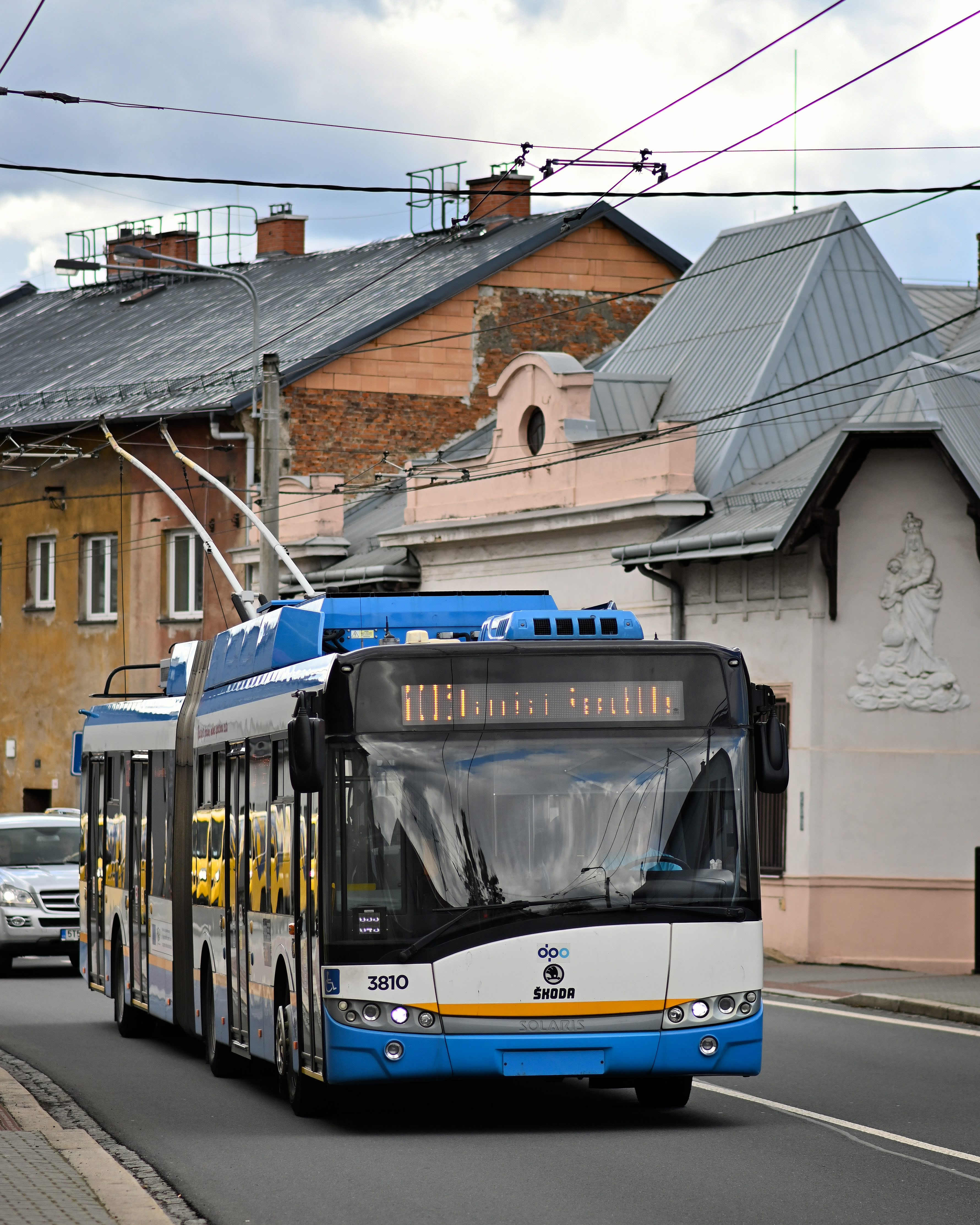
オストラヴァ（2023年撮影）
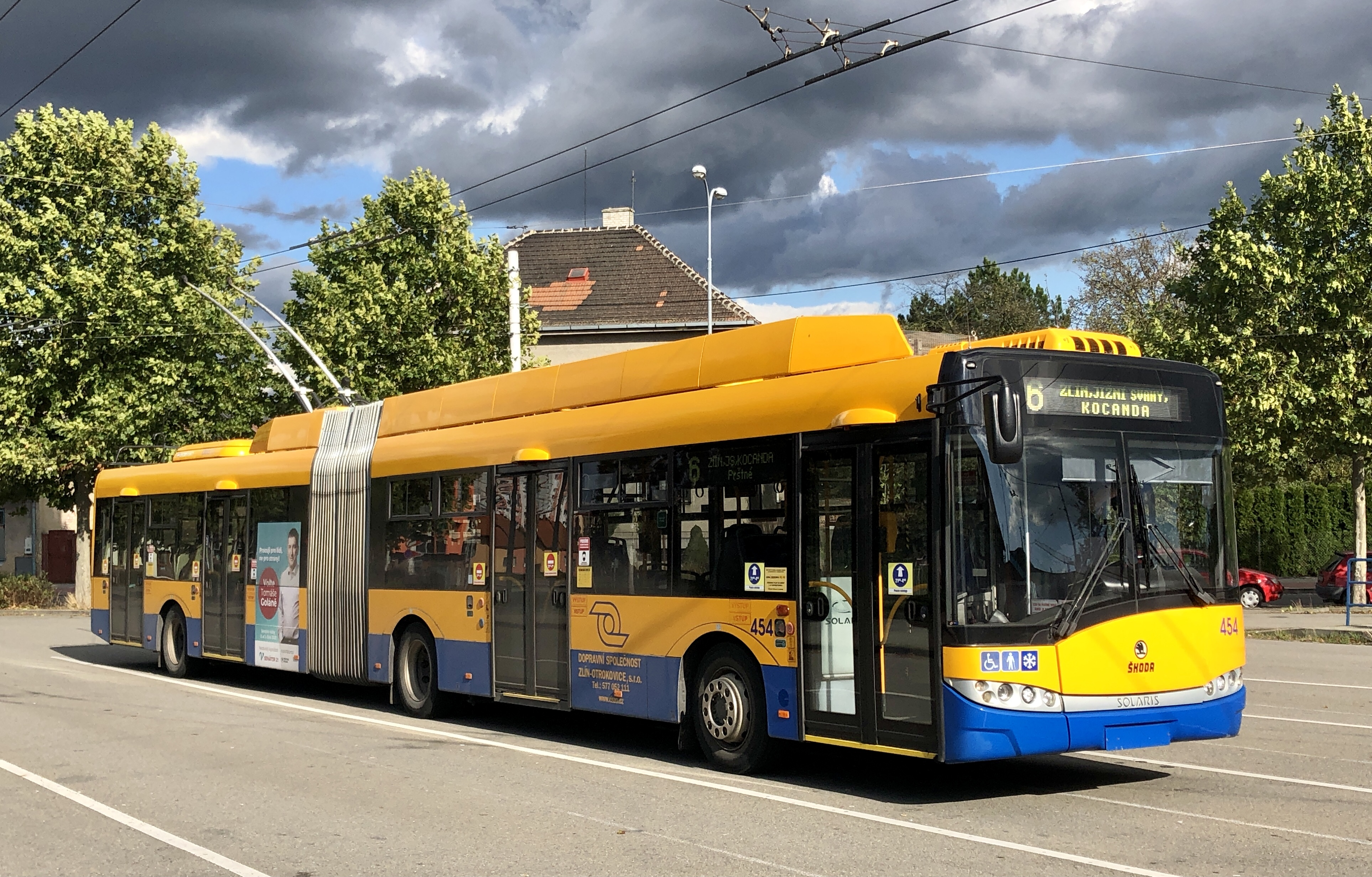
オトロコヴィツェ（チェコ語版） （2020年撮影）
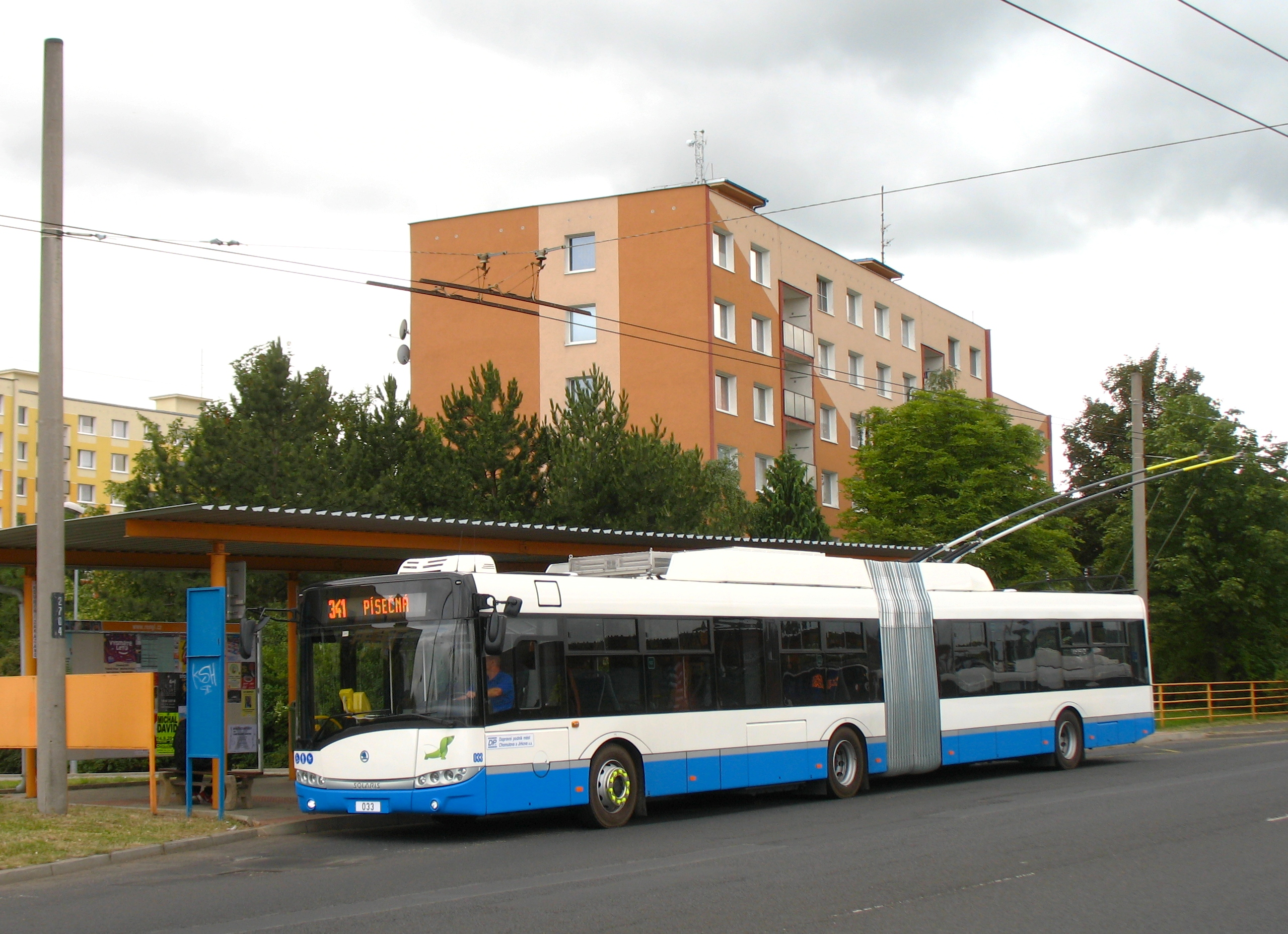
ホムトフ（2018年撮影）
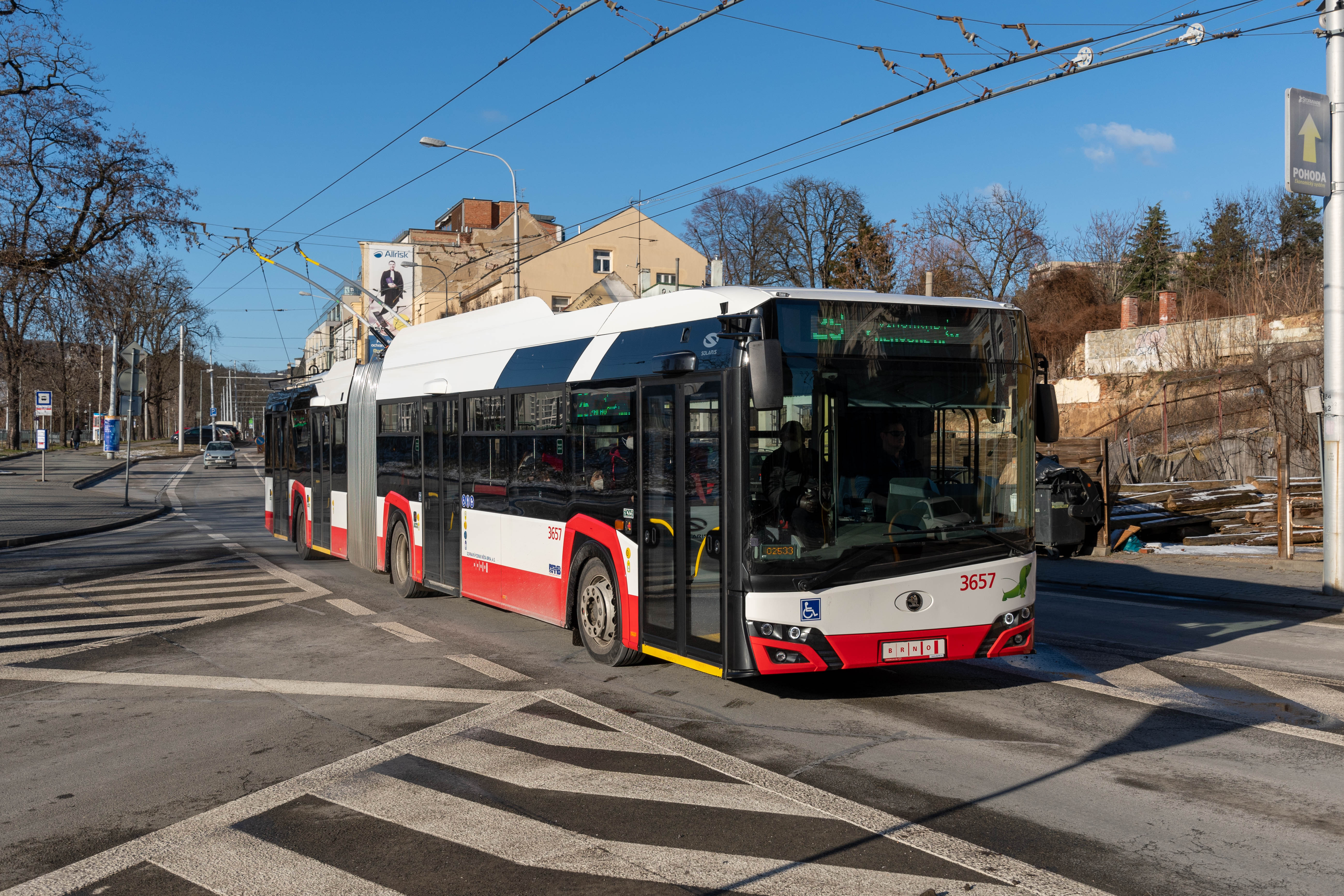
ブルノ（2022年撮影）

### その他

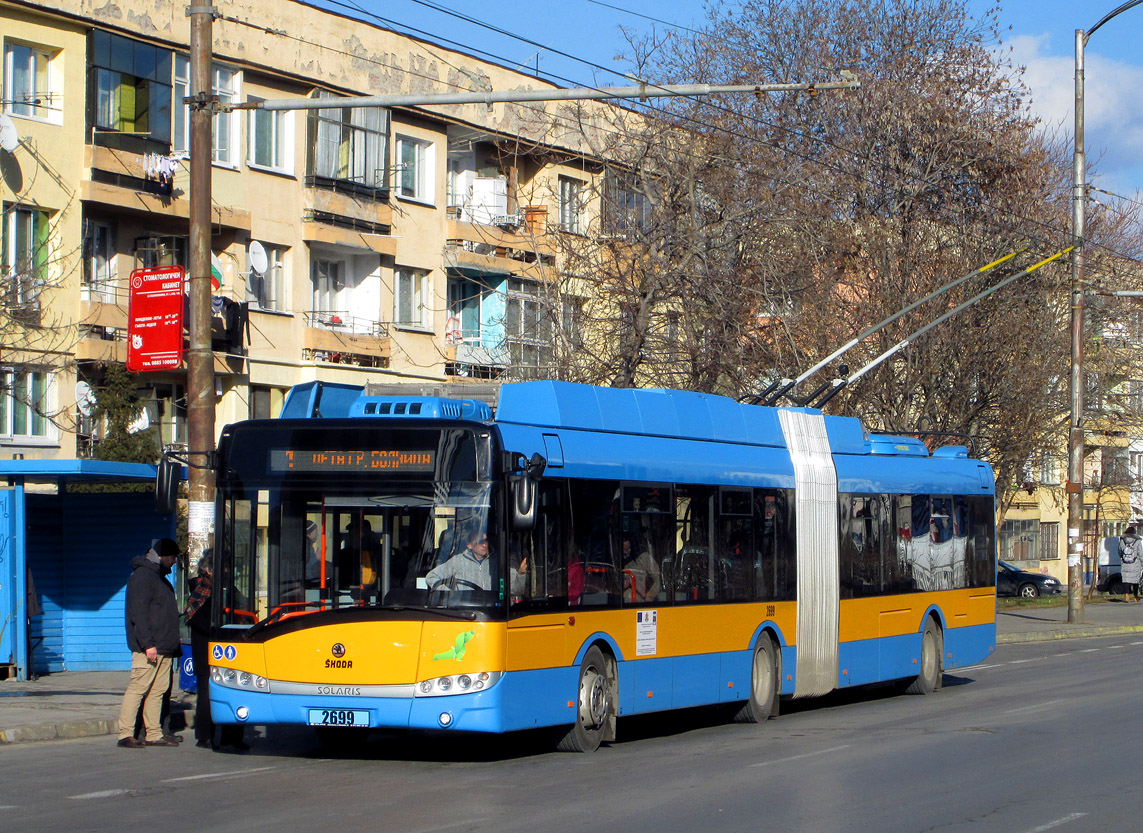
ブルガリア：ソフィア （2015年撮影）
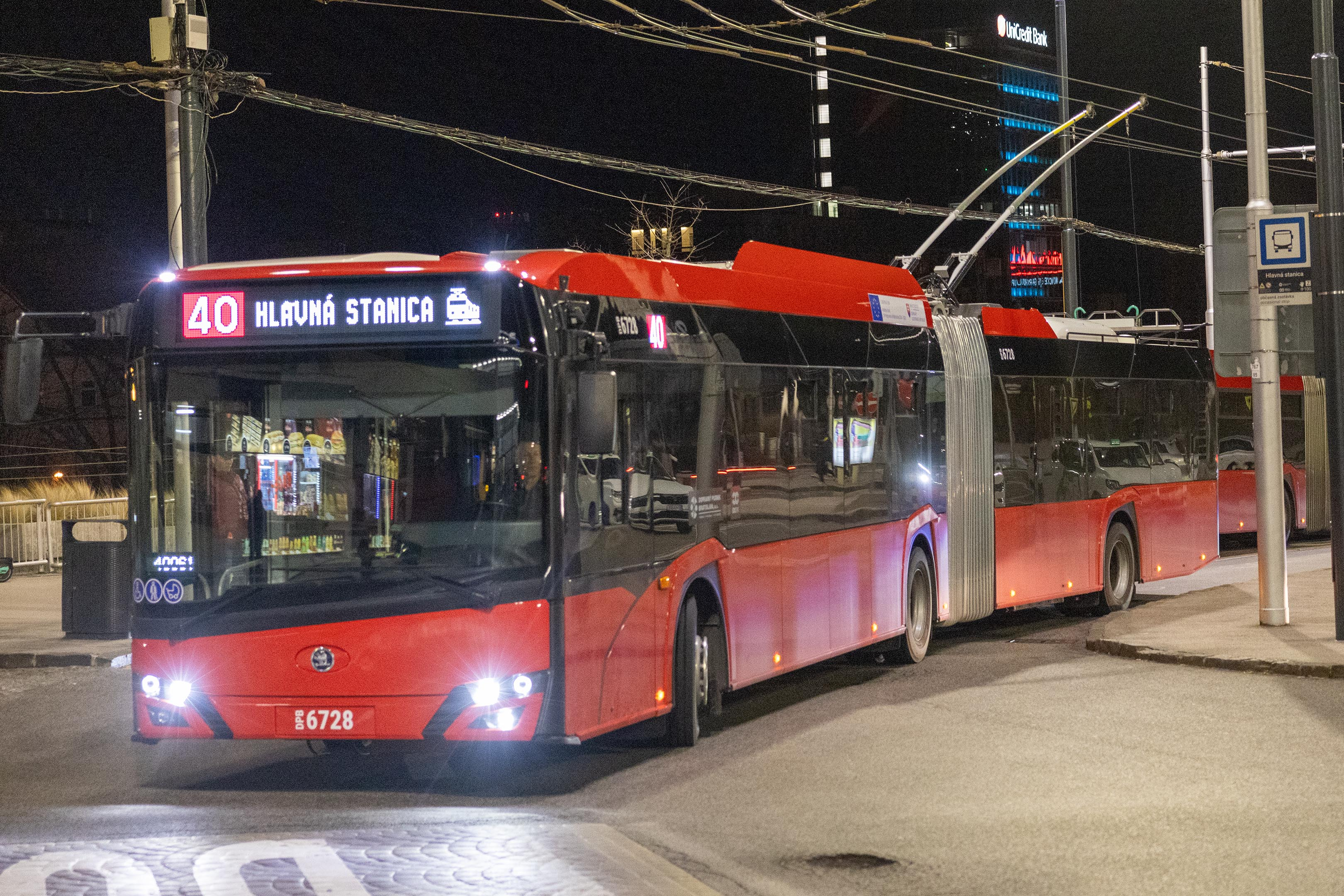
スロバキア：ブラチスラヴァ （2024年撮影）
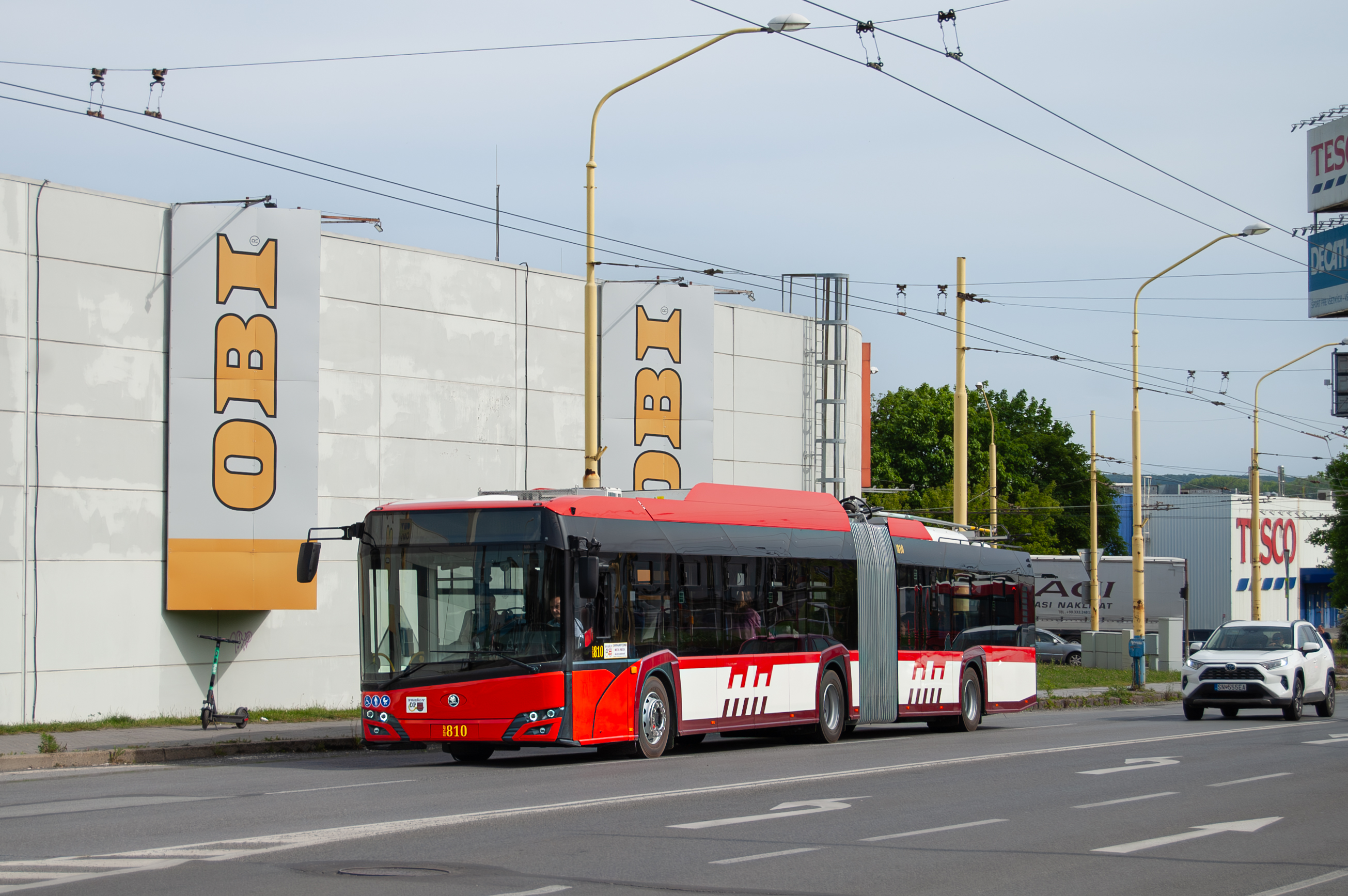
スロバキア：プレショフ （2024年撮影）
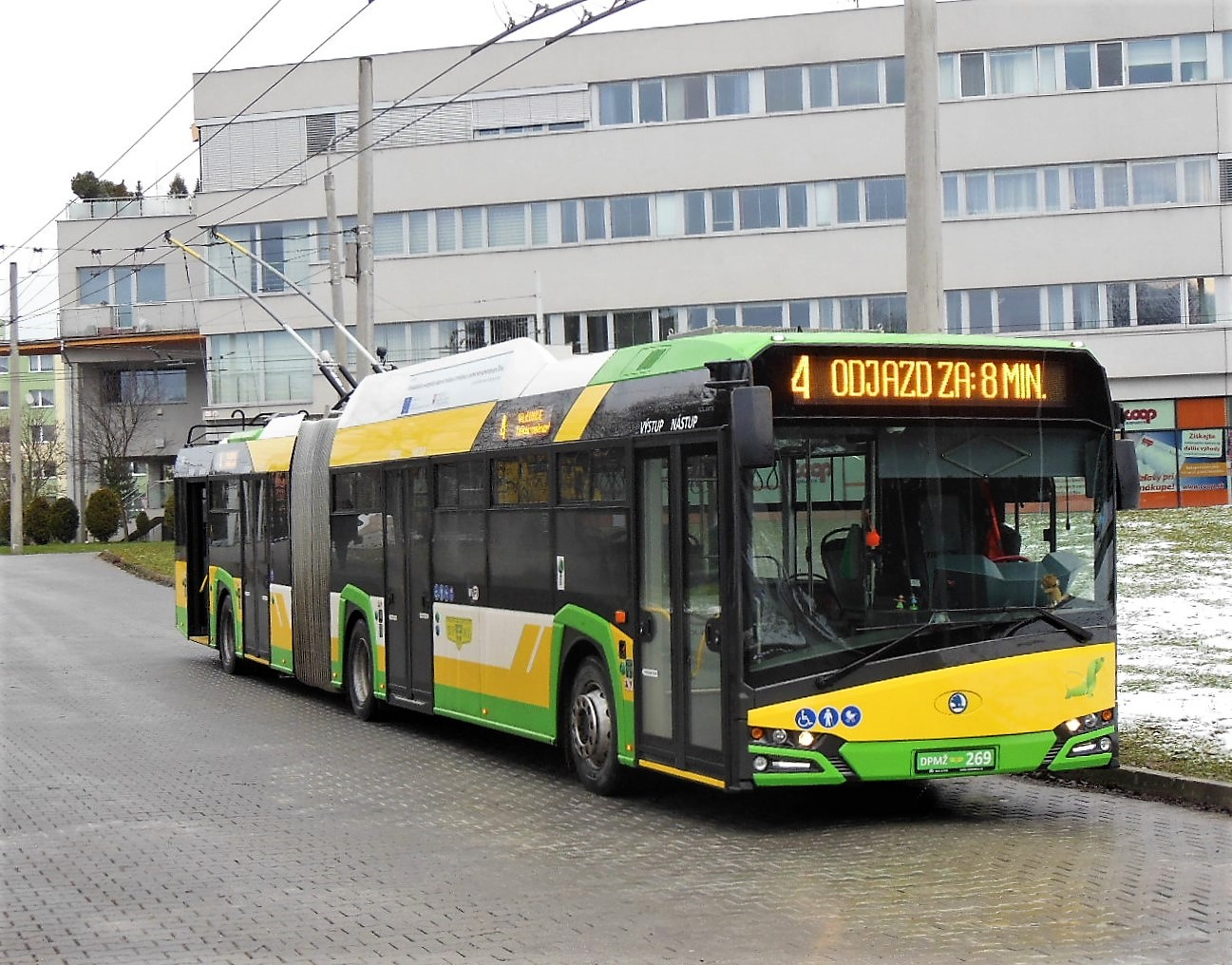
スロバキア：ジリナ （2017年撮影）
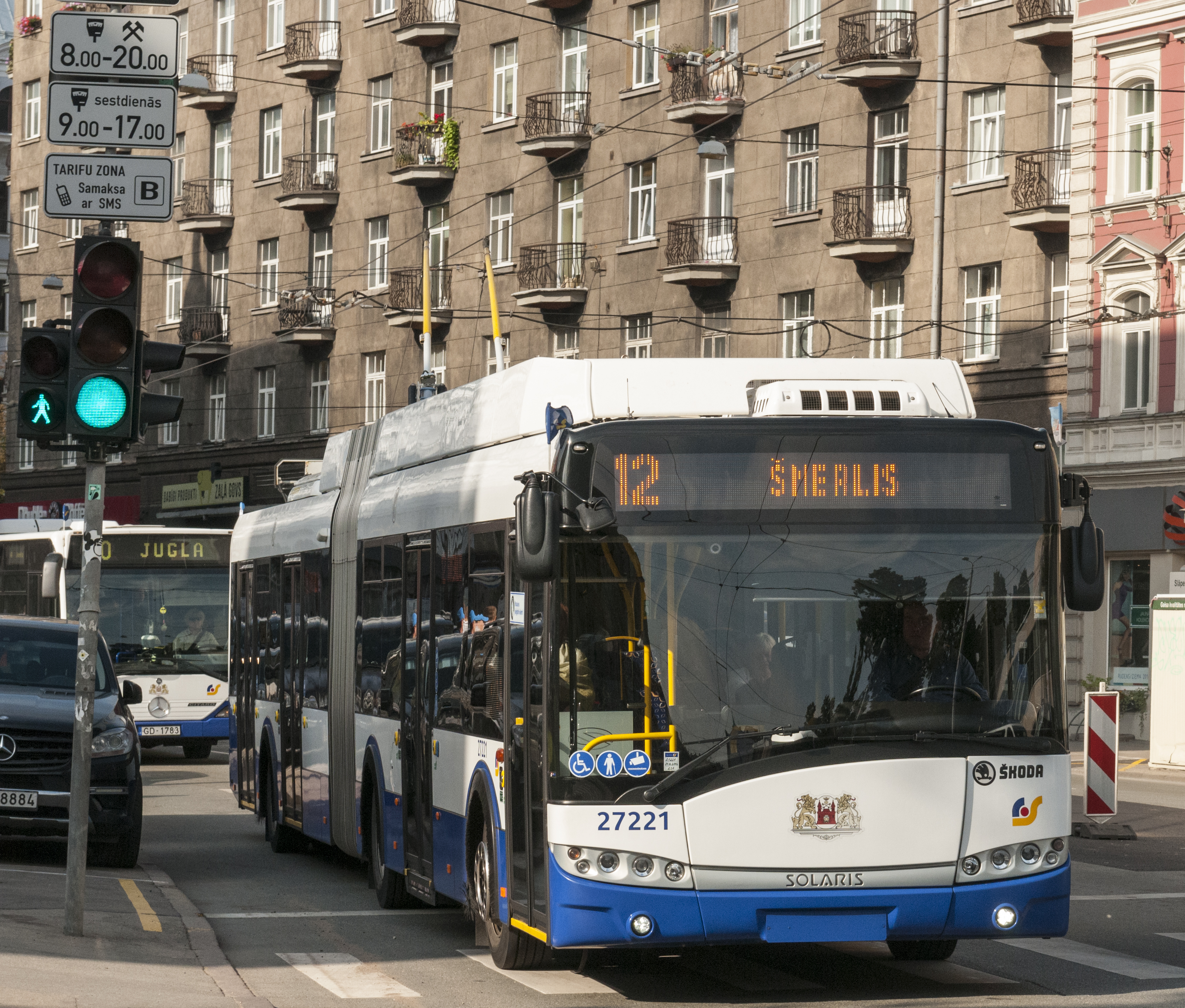
ラトビア：リガ （2015年撮影）